# Vitórias storstadsområde

Vitórias storstadsområde

Vitórias storstadsområde består av 7 kommuner och ligger i delstaten Espírito Santo i Brasilien.

## Kommuner
| Kommun'                 | Area (km²) | Folkmängd (2010) | Befolkningstäthet | BNP (2008) | BNP per capita (2008) | HDI (2000)        |
| ----------------------- | ---------- | ---------------- | ----------------- | ---------- | --------------------- | ----------------- |
| Cariacica               | 279,975    | 348 933          | 1246,30           | 3 552 563  | 9 806,21              | 0,750 högt        |
| Fundão                  | 279,648    | 17 028           | 60,89             | 280 537    | 17 397,67             | 0,752 högt        |
| Guarapari               | 592,20     | 105 227          | 435,74            | 827 243    | 8 022,69              | 0,789 högt        |
| Serra                   | 553,254    | 409 324          | 739,84            | 11 640 836 | 29 305,32             | 0,761 högt        |
| Viana                   | 311,608    | 64 999           | 208,59            | 876 102    | 14 555,37             | 0,737 högt        |
| Vila Velha              | 208,820    | 414 420          | 1984,58           | 5 336 306  | 13 092,69             | 0,817 mycket högt |
| Vitória                 | 93,381     | 325 453          | 3485,22           | 22 694 461 | 71 407,32             | 0,856 mycket högt |
| Totalt eller genomsnitt | 1 968,176  | 1 685 384        | 856,32            | 45 208 048 | 27 162,95             | 0,798 högt        |

## Galleri

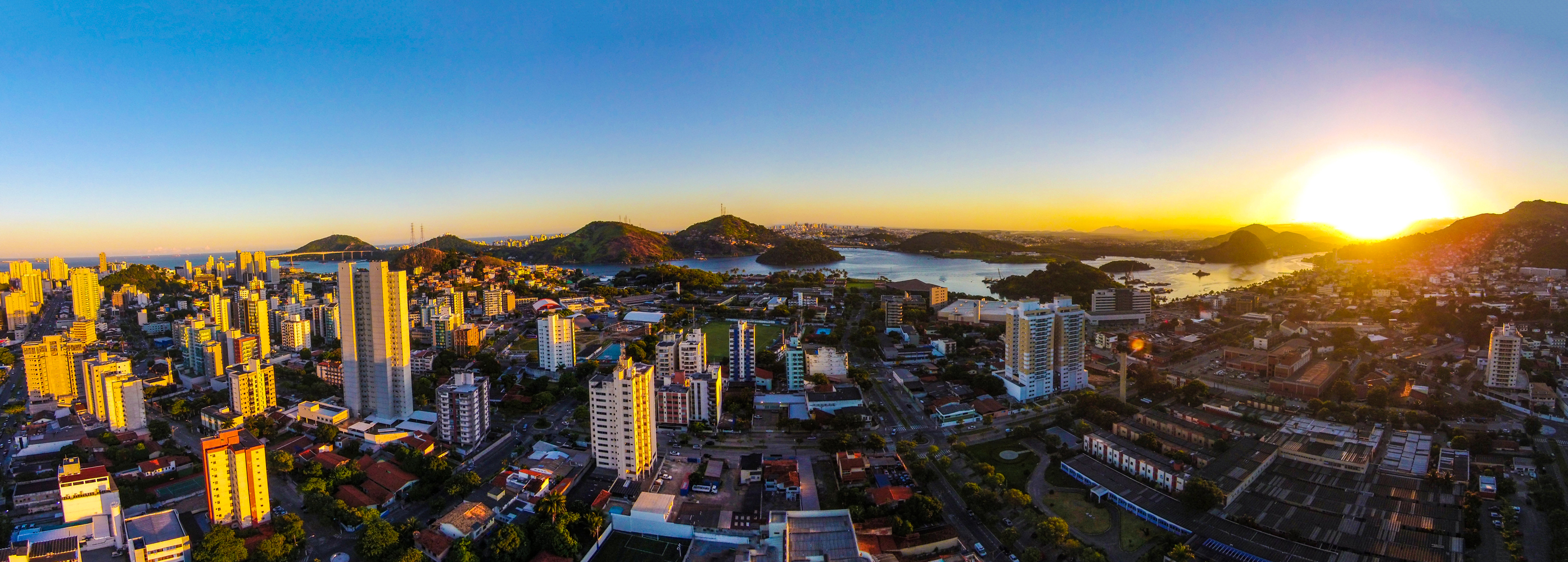
Vitória
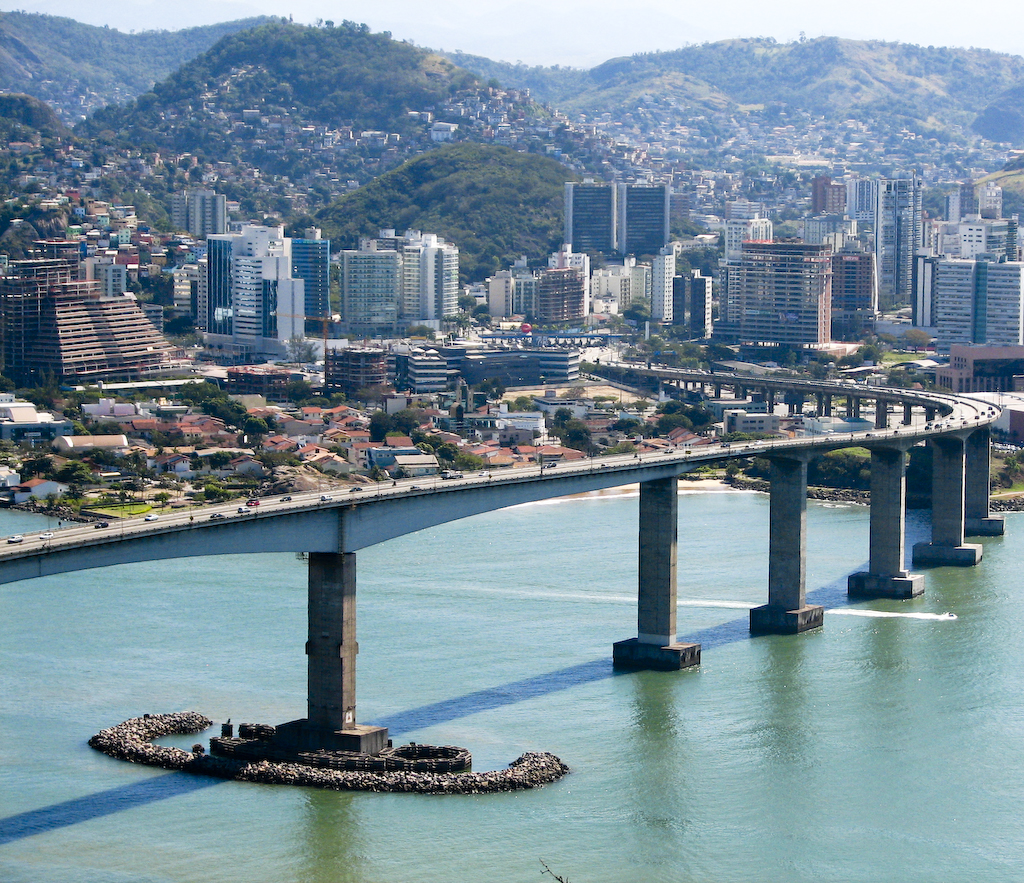
Bro mellan Vitória och Vila Velha
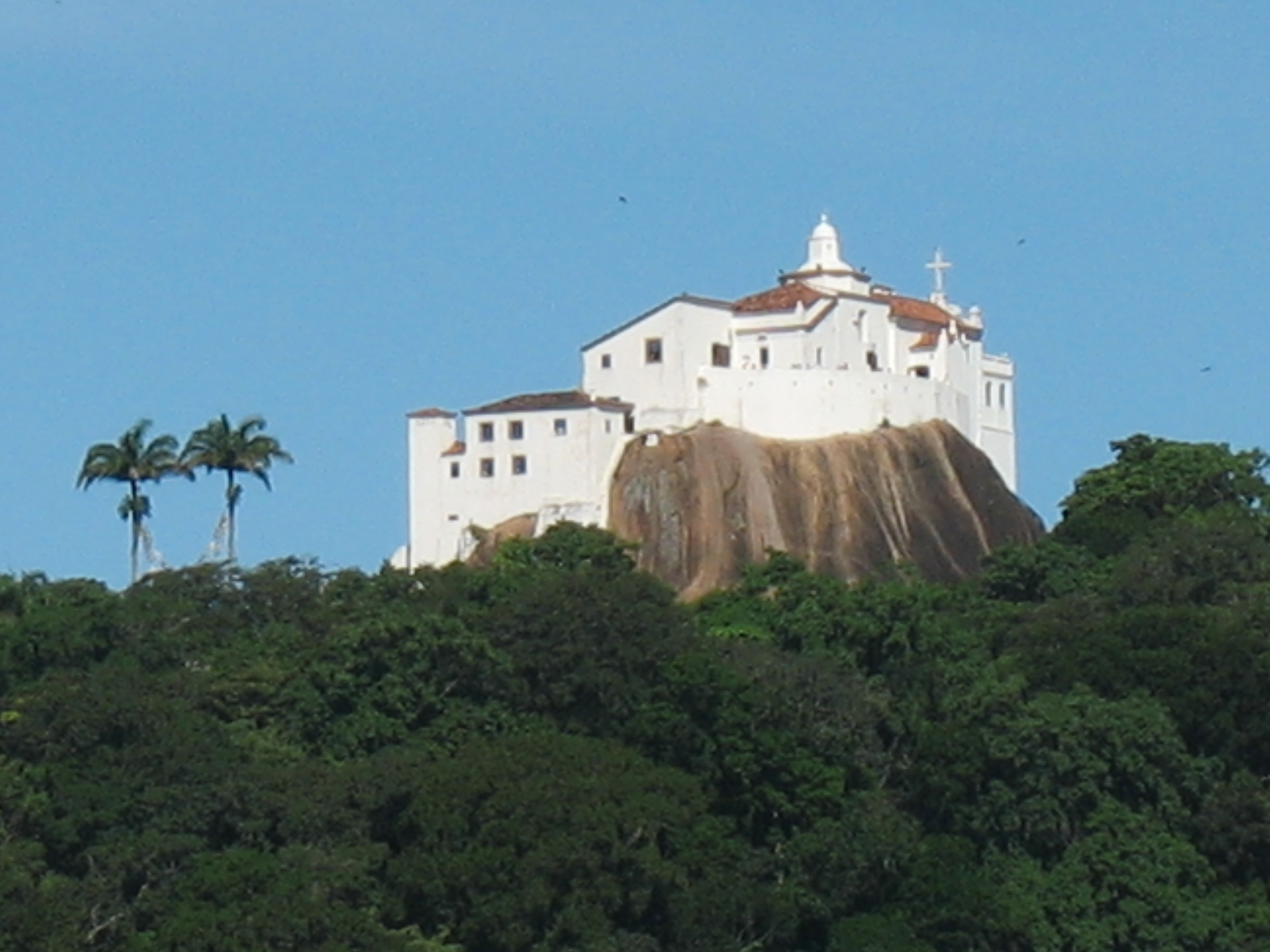
Convento da Penha i Vila Velha
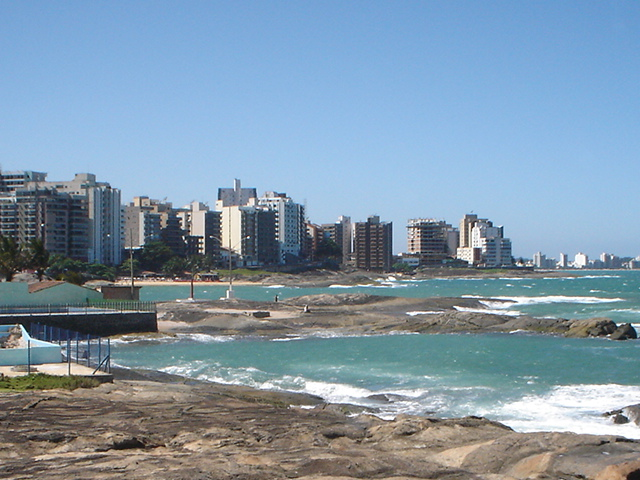
Guarapari
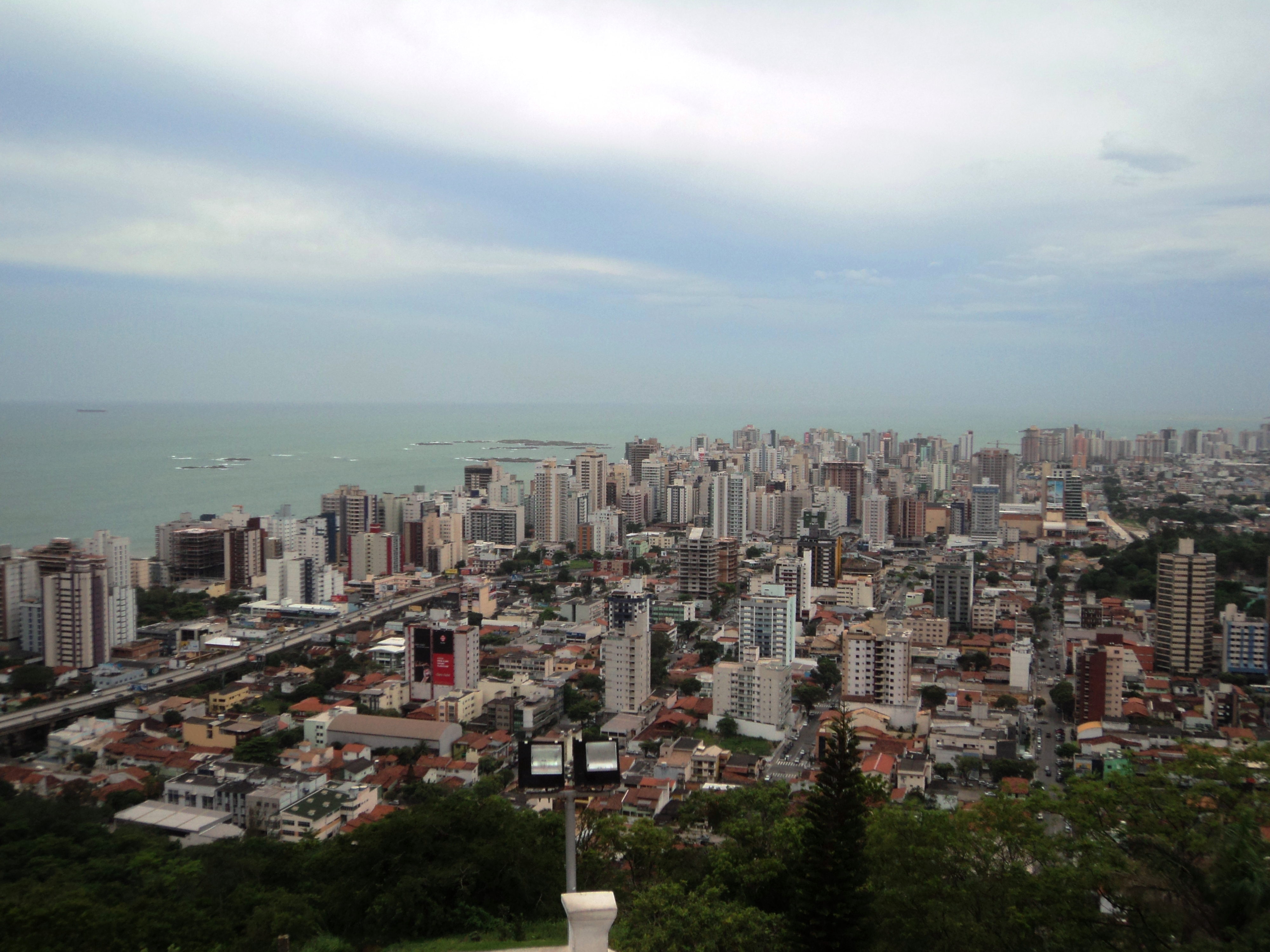
Vila Velha